# سندراژ
سندراژ (به لاتین: Sendraž) یک منطقهٔ مسکونی در جمهوری چک است که در ناحیه ناخود واقع شده‌است.